# مهندسی خوردگی
مهندسی خوردگی یک تخصص مهندسی است که مهارت‌های علمی، فنی، مهندسی و دانش قوانین طبیعی و منابع فیزیکی را برای طراحی و پیاده‌سازی مواد، سازه‌ها، دستگاه‌ها، سیستم‌ها و روش هایی به کار می‌گیرد تا خوردگی را مدیریت کند. از دیدگاه کلی، خوردگی پدیده‌ای است که در آن فلزات به حالتی که در طبیعت یافت می‌شوند، باز می‌گردند. نیروی محرکی که باعث خوردگی فلزات می‌شود، ناشی از وجود موقتی آن‌ها به صورت فلزی است. برای تولید فلزات از مواد معدنی و کانی‌ها، باید میزان مشخصی انرژی فراهم کرد. از این رو، از نظر ترمودینامیکی اجتناب‌ناپذیر است که این فلزات وقتی در معرض محیط های مختلف قرار می‌گیرند، به حالت طبیعی خود بازگردند. خوردگی و مهندسی خوردگی به همین دلیل شامل مطالعه‌ی سینتیک شیمیایی، الکتروشیمی، ترمودینامیک و علم مواد می‌شود.

## پیشینه عمومی
مهندسی خوردگی معمولا با متالوژِی یا علم مواد مرتبط است، همچنین به مواد غیر فلزی مانند سرامیک‌ها، سیمان، مواد کامپوزیتی و مواد رسانا می‌پردازد. مهندسان خوردگی معمولا فرآیندهایی را مدیریت می‌کنند که الزاما به خوردگی محدود نمی‌شود، از جمله ترک خوردگی، شکست طرد، سایش، فرسایش و موارد دیگر که بیشتر در دسته مدیریت دارایی‌های زیرساختی قرار می‌گیرند. در دهه نود میلادی دانشگاه سلطنتی لندن حتی پیشنهاد مدرک کارشناسی ارشدی تحت عنوان "مهندسی خوردگی مواد" را پیشنهاد داد. اکنون دوره‌های کارشناسی ارشد مهندسی خوردگی در سراسر جهان وجود دارد و برنامه‎‌های درسی آن‌ها شامل مطالبی درباره‌ کنترل و مدیریت و مفهوم خوردگی است.

## هزینه‌های خوردگی
در سال 1995 گزارش شد که هزینه‌های ناشی از خوردگی در سراسر ایالات متحده آمریکا تقریبا 300 میلیارد دلار در سال بوده است. این موضوع گزارش‌های قبلی در مورد خسارات وارد شده به اقتصاد جهانی بر اثر خوردگی را تایید می‌کند.
مهندسی خوردگی شامل خلق طرح‌های پیشگیری از خوردگی و اجرای دستورالعمل‌های خاص است. اقدامات پیشگیرانه خوردگی، از جمله حفاظت کاتدی، طراحی برای جلوگیری از خوردگی و پوشش دهی سازه‌ها در حوزه مهندسی خوردگی قرار دارد.با این حال، علم خوردگی و مهندسی خوردگی به طور جدایی‌ناپذیری به هم مربوط می‌شوند. این ارتباط مستمر برای تولید روش‎‌های جدید و بهتر محافظت ضروری است.

## انجمن‌های مهندسی خوردگی
انجمن‌های مهندسی خوردگی در سراسر جهان تشکیل شده‌اند تا به آموزش، پیشگیری، کاهش و مدیریت خوردگی بپردازند. این انجمن‌ها شامل انجمن ملی مهندسان خوردگی(NACE)، فدراسیون اروپایی خوردگی(EFC)، موسسه خوردگی در بریتانیا و انجمن خوردگی استرالیا و نیوزلند هستند. وظیفه اصلی مهندس خوردگی این است که به صورت اقتصادی و ایمن، اثرات خوردگی مواد را مدیریت کند.

## افراد برجسته در این حوزه
برخی از برجسته‌ترین افرادی که به رشته مهندسی خوردگی کمک کرده‌اند عبارتند از:
- مایکل فارادی(1791-1867)
- مارسل پوربه(1904-1998)
- هربرت اچ. اولیگ(1907-1993)
- یولیک ریچاردسون ایوانز(1889-1980)
- مارس گای فونتانا(1910-1988)
- ملوین رومانو(-1970)

## انواع موقعیت‌های خوردگی
مهندسان و مشاوران خوردگی معمولا در سناریوهای خوردگی داخلی یا خارجی تخصص دارند. در هر دو حالت، ممکن است نکاتی برای کنترل خوردگی ارایه دهند، محصولات کنترل خوردگی به فروش برسانند، یا نصب و طراحی سیستم‌های کنترل و نظارت بر خوردگی را ارایه دهند.

### خوردگی از سمت خاک زیرزمینی
مهندسان کنترل خوردگی زیرزمینی نمونه‌های خاک را برای آزمایش عوامل خورنده در شیمی خاک مانند PH، حداقل مقاومت خاک، کلریدها، سولفات‌ها، آمونیاک، نیترات‌ها و... جمع‌آوری می‌کنند. آن‌ها نمونه‌ها را از عمقی که زیرساخت ها قرار دارد جمع آوری می‌کنند، زیرا ویژگی‌های خاک ممکن است در لایه‌های مختلف متفاوت باشد. 

### خوردگی خارجی زیرآب
مهندسان خوردگی برای مطالعه خوردگی زیرآب از همان اصول خوردگی زیرزمینی اتفاده می‌کنند. آن‌ها از غواصان آموزش دیده و دارای گواهی استفاده می‌کنند تا ارزیابی وضعیت، نصب و راه‌اندازی سیستم‌های کنترل خوردگی را انجام دهند. خوردگی پایه‌های دکل‌های نفت و گاز نگران کننده است؛ از جمله دکل‌های درون دریای شمال و خلیج مکزیک.

### خوردگی جوی
خوردگی جوی به طور کلی به خوردگی عمومی در محیطی نامشخص اشاره دارد. پیشگیری از خوردگی جوی معمولا از طریق انتخاب مواد و مشخصات پوشش‌ها انحام می‌شود. استفاده از پوشش‌های روی، که به گالوانیزه کردن سازه‌های فولادی معروف است، شکلی از حفاظت کاتدی است که در آن روی به عنوان آند خرده می‌شود و همچنین به عنوان پوشش عمل می‌کند. با گذشت زمان، خراش‌های کوچکی در پوشش گالوانیزه رخ می‌دهد. روی که در سری گالوانیک فعال‌تر است، به جای فولاد زیرین دچار خوردگی می‌شود و محصولاتخوردگی آن خراش را پر می‌کنند و از خوردگی بیشتر جلوگیری می‌کنند. تا زمانی که این خراش‌ها کوچک باشد، رطوبت باعث خوردگی فولاد نمی‌شود.

### منطقه پاشش و خوردگی پاشش آب
تعریف معمول از منطقه پاشش به ناحیه‌ای کمی بالاتر و کمی پایین‌تر از سطح متوسط آب یک توده آبی اشاره دارد. این شامل بخش‌هایی نیز می‌شود که ممکن است در معرض اسپری و مه آب قرار گیرد.
بخش قابل توجهی از خوردگی نرده‌ها به دلیل خراش دادن پوشش‌ها توسط ابزارهای باغبانی و اسپری شدن آب از سیستم آبیاری روی این نرده‌های آسیب‌دیده است. آب بازیافتی معمولا محتوای نمک بالاتری نسبت به آب آشامیدنی دارد، یعنی نسبت به آب لوله‌کشی خورنده‌تر است. همین خطرات و آسیب‌ها برای لوله‌های روی سطح زمین و جلوگیری کننده‌های برگشت جریان نیز وجود دارد.

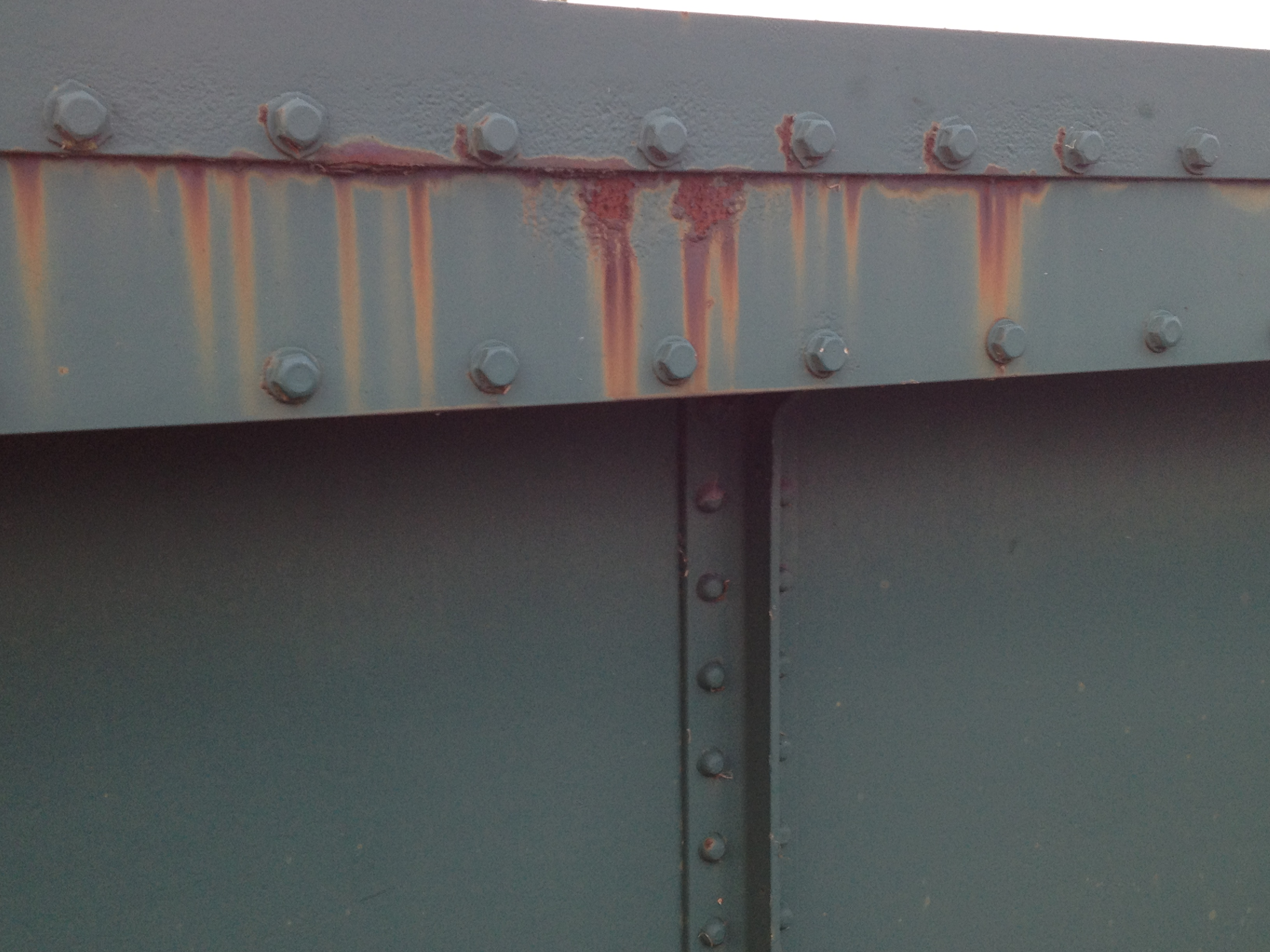
نمای جانبی پل راه‌آهن کروهال در حال خوردگی

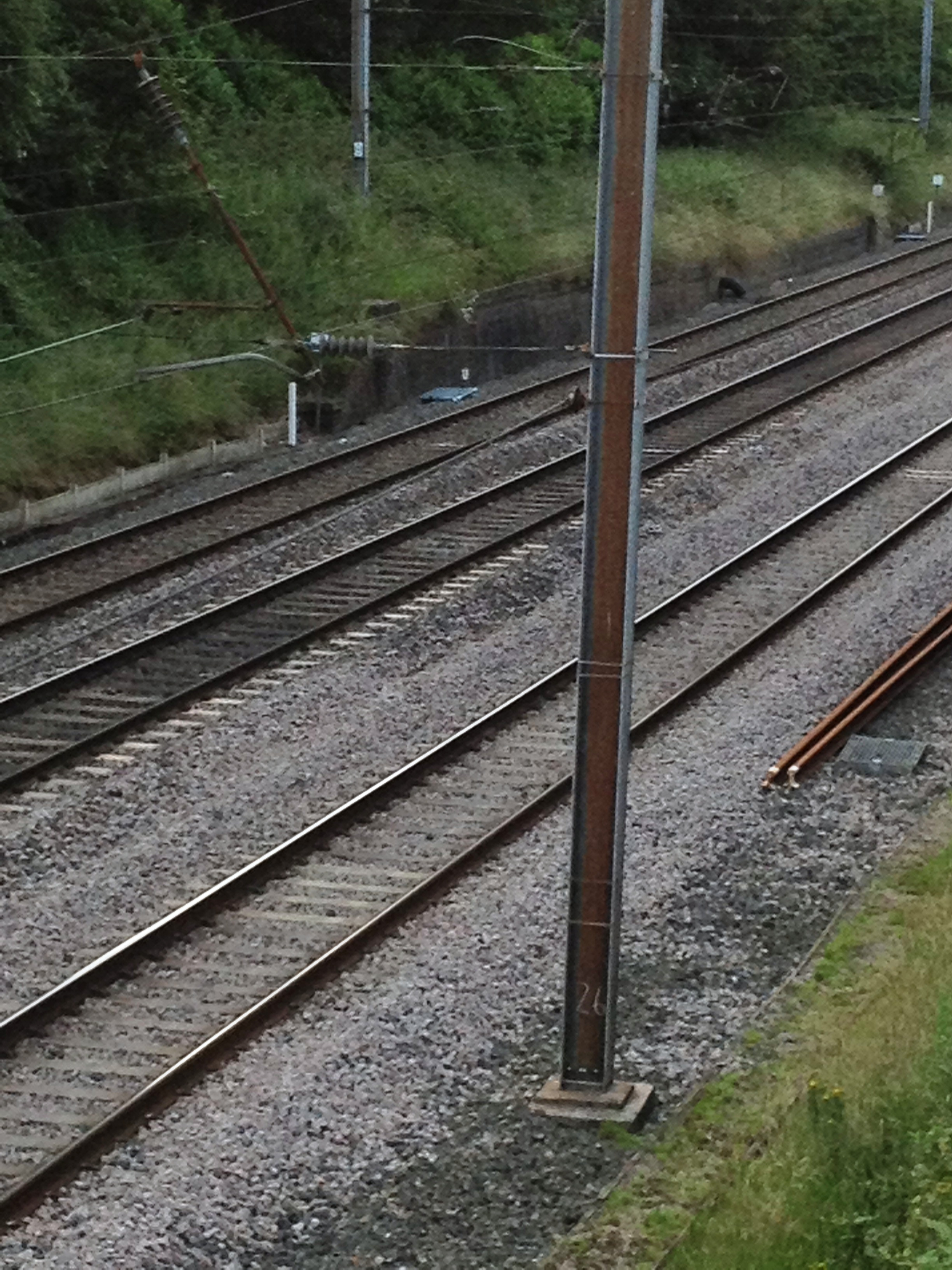
دروازه فولادی خورده‌شده

### خوردگی خطوط لوله
مواد خطرناک و سمی اغلب در خطوط لوله حمل می‌شوند، بنابراین یکپارچگی ساختاری آن‌ها از اهمیت ویژه‌ای برخوردار است. خوردگی خطوط لوله می‌تواند پیامدهای جدی داشته باشد. یکی از روش‌های کنترل خوردگی خطوط لوله استفاده از پوشش‌های اپوکسی با پپیوند فیوژن است. برای نظارت بر ایم پوشش‌ها از روش DCVG استفاده‌ می‌شود. همچنین از حفاظت کاتدی جریان القایی نیز استفاده می‌شود.

### خوردگی در صنعت پتروشیمی
صنعت پتروشیمی معمولا با محیط‌های خورنده شدید روبرو است که شامل سولفیدها و دماهای بالا می‌شود. بنابراین کنترل خ.ردگی و ارایه راه‌حل‌ها برای اقتصاد جهانی ضروری است. تشکیل رسوب در آب تزریقی نیز مشکلات خاصی را در رابطه با خوردگی ایجاد می‌کند و به همین دلیل برای مهندسان خوردگی اهمیت دارد.

### خوردگی گالوانیکی
خوردگی گالوانیکی یک فرآیند الکتروشیمیایی است که در آن یک فلز فعال‌تر زمانی که در تماس با فلز دیگری از جنس متفاوت قرار می‌گیرد، در حضور یک الکترولیت به طور تدریجی خورده می‌شود. 

## انتخاب مواد برای جلوگیری از خوردگی
انتخاب صحیح مواد توسط مهندس طراحی، بر طول عمر یک سازه یا خط لوله بسیار تاثیر می‌گذارد که این موضوع در صنعت نفت و گاز بسیر اهمیت دارد. برای مثال، گاهی اوقات فولاد د زنگ انتخاب درستی نیست و فولاد کربنی گزینه بهتری خواهد بود.